# Armando Lacava
Armando Lacava (Bahía Blanca, 12 de diciembre de 1915 - Buenos Aires, 8 de abril de 1989) fue un pianista, director de orquesta, arreglista y compositor argentino dedicado al género del tango.

## Actividad profesional
Su padres eran hijo de Roque Lacava y Emilia Miguez; el también bahiense Eduardo Giorlandini lo retrató en esta forma:

“este hombre alto, corpulento, de cabello tirando a ondulado, invariablemente con su amplia sonrisa, menos cuando se hallaba en función de actuar el tango, era un buenazo, de gesto reposado, de una cordialidad y simpatía respetuosa… con su vestimenta de antes, formal: traje, camisa y corbata; sus lentes, de cuatro décadas atrás; nada en sus manos, sobre el teclado del piano; mira hacia un costado, buena y reflexivamente, como pensando en el tango que interpretaba como solista.” 

Estudió música en academia y en 1933 ingresó en la orquesta del violinista Eberardo Nadalini donde tuvo como compañero al bandoneonista Luis Bonnat y actuaron en bailes de clubes y salones así como por LU7 Radio San Martín. En 1937 viajó a Buenos Aires con Bonnat y el contrabajista Elvio Olivero y después de un tiempo consiguen incorporarse como trío estable al elenco de LS5 Radio Rivadavia en la cual además acompañaban musicalmente a los cantores de la emisora.
En 1945 Lacava integró el conjunto que por un breve período formaron exmúsicos de Osvaldo Fresedo denominado Orquesta Argentina, que incluyó al bandoneonista Alberto Garralda, al violinista Eberardo Nadalini y al cantor chivilcoyano Juan Carlos Miranda.
Ese año estrenó Un tango y nada más, considerada su obra más importante, que compuso en colaboración con el bandoneonista Juan Pomati, con letra de Carlos Waiss; El bahiense Carlos Di Sarli la grabó el 5 de julio, con el cantor Jorge Durán para RCA Victor y el 17 del mismo mes lo hizo Alfredo De Angelis para Odeon con la voz de Julio Martel.
En 1949, dirigió un conjunto para acompañar a Raúl Iriarte, el excantor de la orquesta de Miguel Calo, por Radio Belgrano y, después, durante una gira por Chile, Perú, Venezuela, México y Colombia, país donde el cantor se quedó residiendo.
Desde principios de 1951 hasta 1954 inclusive reemplazó a Eduardo del Piano en la dirección de la orquesta de Ángel Vargas y grabó con ella 40 temas para RCA Victor; los dos primeros fueron Cascabelito y No salgas de tu barrio (1951), después vinieron Naipe marcado, De vuelta al bulín, No es más que yo, Tras cartón, Copa de ajenjo, Duelo criollo, Bésame en la boca, Araca corazón, Alma en pena, El adiós, Corrientes y Esmeralda, Si es mujer ponele Rosa, Dejame vivir mi vida y Evocación de París, además de canciones grabadas anteriormente con D'Agostino, A pan y agua, Pero yo sé y Sólo compasión; los  cuatro últimos registros fueron Doblando el codo, Tiene razón amigazo, Noche de locura y Pingo lindo. Cuando en 1955 dejó la orquesta, lo reemplazó en ella Edelmiro D'Amario.
Después tuvo un cuarteto con el violinista pergaminense Aquiles Aguilar, que había integrado la orquesta Francini-Pontier, con la que actuó en el Hotel Savoy y otros locales de Buenos Aires. En 1957 estuvo un breve período en Colombio donde se unió a la orquesta del bandoneonista argentino Enrique Méndez, para acompañar en grabaciones a Julio Martel, que estuvo durante tres años trabajando en ese país.
En 1959, actuó en Radio del Pueblo con un sexteto junto al cantor Roberto Beltrán y al año siguiente acompañó a Mario Bustos y registró para Music Hall un longplay con doce temas.
En la década de 1960, con  Carlos Aldao y Ester Lucía como cantantes, actuó con su orquesta en el salón del Automóvil Club Argentino, en la tanguería Cambalache de la calle Libertad que dirigía Tania y en otros locales de Buenos Aires, hizo presentaciones en Radio Splendid y en 1963 acompañó a Tania en un disco integrado con tangos de Enrique Santos Discépolo.
Con la cantante Ester Lucía compusieron varias obras, entre ellas Vigorosa (1977), Vigente (1982), Para usted Don Agustín (1987) y Obelisco Diagonal (1979) y grabó algunas piezas para el sello Almalí.
En 1964 y 1965 su orquesta contó con el concurso del cantor Tino García, que había trabajado con Ángel D'Agostino y en 1980, acompañó a Roberto Florio en la grabación de El último escalón, posiblemente, uno de sus últimos registros.
Falleció en Buenos Aires el 8 de abril de 1989. Estaba casado con la cantante Esther Rosales, cuyo nombre real era Ester Denovoski. En la nota necrológica publicada por el diario Clarín se expresaba:

”…una de las figuras más queridas, respetadas y admiradas de la legendaria década del 40…Pianista de fuerte personalidad, con depurada técnica, fue también un brillante orquestador y un compositor feliz, que dejó algunos títulos que merecieron el fervor popular, entre ellos Un tango y nada más y Guardia vieja del 40. Sus últimos años estuvieron dedicados a apuntalar La Fundación la Casa del Tango. »

## Labor como compositor
Entre sus tangos se recuerdan, además de la ya nombradas, a los cantables Dos y una vida, El picaflor del Oeste y Lucio Paredes en colaboración con Ángel Vargas y letra de Horacio Sanguinetti, Insólita Judith y los instrumentales A Villoldo y Vigencia, en colaboración con Lorenzo Barbero; en otros géneros, la milonga Y soy como soy con versos de Leopoldo Díaz Vélez y el vals Cruzando la alameda, con Javier Mazzea.